# Ганзел, Любош
Лю́бош Га́нзел (словац. Ľuboš Hanzel; род. 7 мая 1987, Завар, Западно-Словацкий край) — словацкий футболист, защитник клуба «Искра». Выступал в сборной Словакии.

## Карьера

### Клубная
Профессиональную карьеру начал в 2004 году в трнавском «Спартаке», в составе которого выступал до января 2008 года, когда был отдан в аренду в клуб «Сенец» из одноимённого города, за который провёл 11 матчей, после чего, в июле того же года, вернулся в «Спартак», а клуб «Сенец» прекратил существование, поскольку был объединён с клубом ДАК из города Дунайска Стреда. В составе «Спартака» провёл 67 матчей, забил 3 мяча в ворота соперников и стал, вместе с командой, дважды бронзовым призёром чемпионата и 1 раз финалистом Кубка Словакии. 13 августа 2009 года Любош перешёл на правах аренды до конца года с возможностью продления контракта ещё на 2,5 года в немецкий клуб «Шальке 04» из Гельзенкирхена, в составе которого дебютировал 12 декабря в матче против бременского «Вердера», после чего, однако, вернулся в «Спартак».

### В сборной
В составе главной национальной сборной Словакии дебютировал 6 июня 2009 года в проходившем в Братиславе отборочном матче к чемпионату мира 2010 года против сборной Сан-Марино, в котором словаки одержали победу со счётом 7:0, в том матче Любош забил и свой первый гол за сборную.

## Достижения
«Спартак»
- Бронзовый призёр чемпионата Словакии (2): 2005/06, 2008/09
- Финалист Кубка Словакии: 2005/06